# Пара Перко
Пара Перко, названа за ім'ям Кеннета Перко, - це пара діаграм у класичній таблиці вузлів, що фактично представляють один і той самий вузол. У таблиці вузлів Дейла Рольфсена вузли цієї пари вважалася різними і мали індекси 10161 і 10162. 1973 року, перевіряючи таблицю вузлів Тета — Літтла з 10 або менше перетинами (відома з кінця XIX століття), Перко виявив дублювання в таблиці Літтла. Це дублювання пропустив Джон Конвей за кілька років до цього в своїй таблиці вузлів, і потім воно потрапило в таблицю Рольфсена. Пара Перко дає контрприклад «теореми», оголошеної Літтлом 1900 року, згідно з якою число закрученості наведеної діаграми вузла є інваріантом (див. Гіпотези Тета), оскільки дві діаграми пари мають різні числа закрученості. 

В деяких пізніших таблицях вузли були дещо перенумеровані (вузли від 10163 до 10166 перенумеровано на вузли 10162 — 10165), так що вузли 10161 і 10162 стали різними. Деякі автори помилково стверджують, що ця пара вузлів є парою Перко і що вони однакові.

Пара Перко
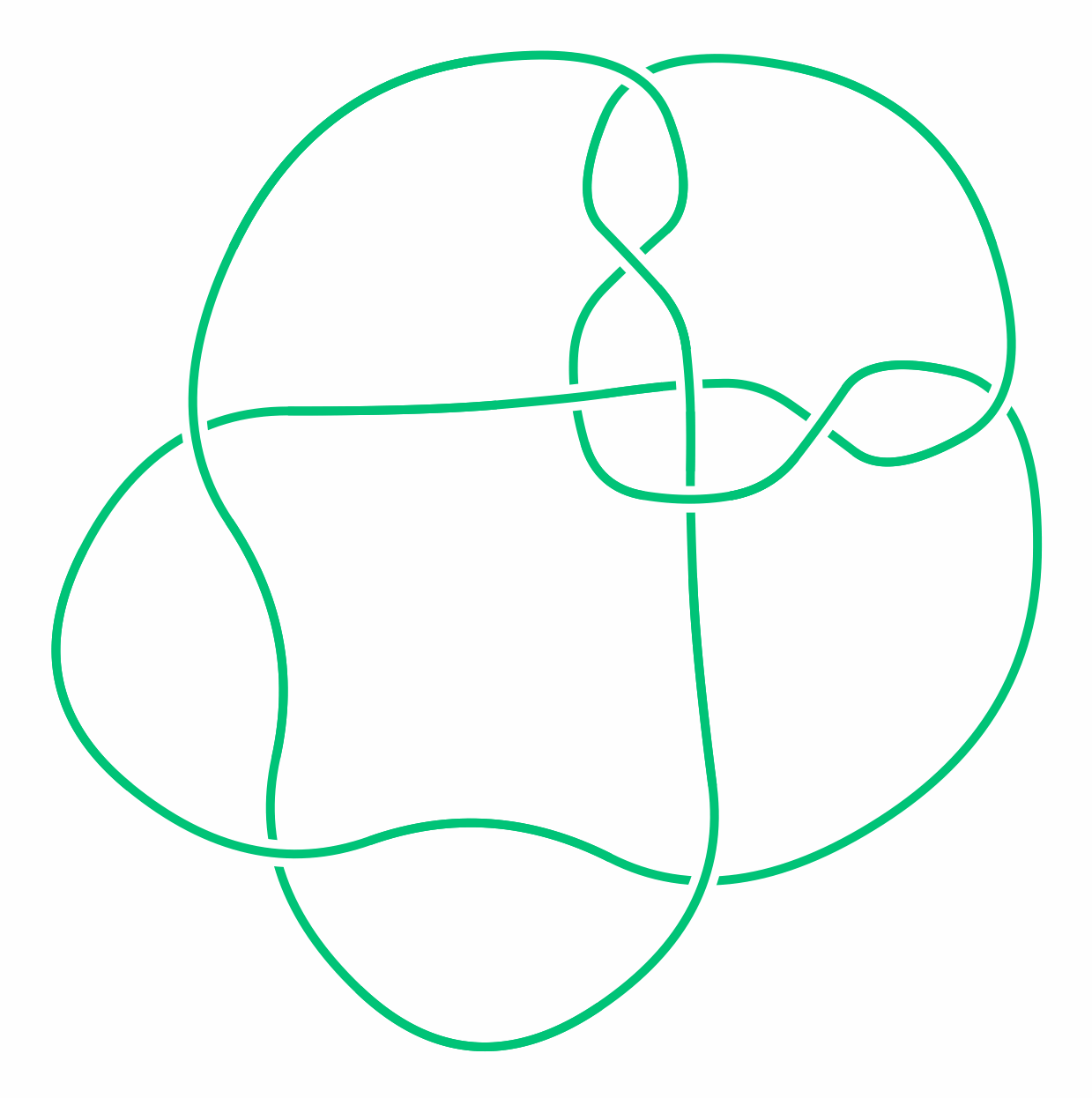
10161
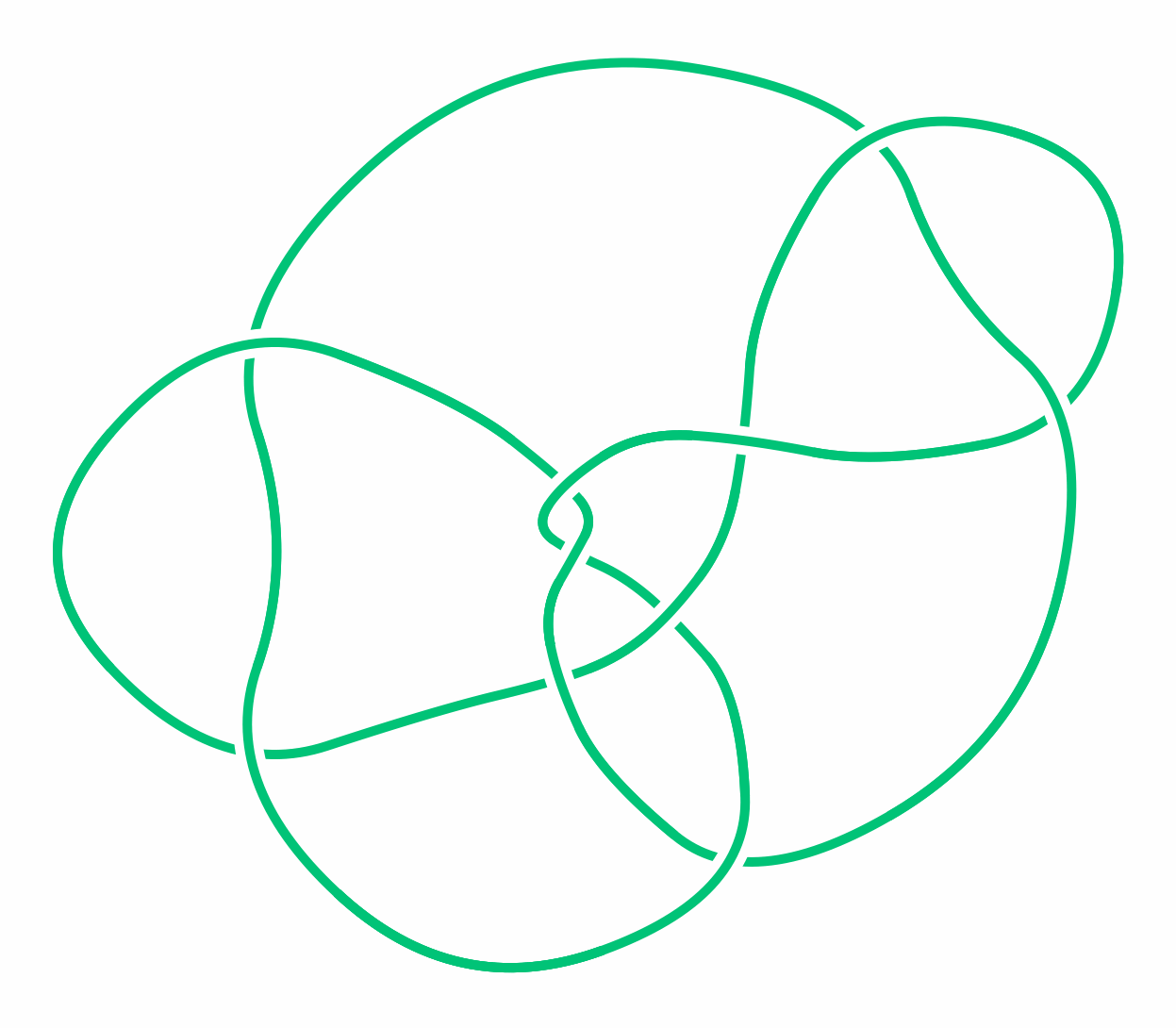
10162 (початкова нумерація Рольфсена)